# Francisco Simón y Nieto
Francisco Simón y Nieto (1856-1920) fue un escritor y médico español, autor del libro Los antiguos Campos Góticos.

## Biografía
Habría nacido en Palencia el 1 de abril de 1855. Colaborador de la revista Castilla artística e histórica, boletín de la Sociedad Castellana de Excursiones, iniciativa de Narciso Alonso Cortés, y de Correo médico castellano.
Usando argumentos antropológicos, combatió la pretendida superioridad étnica de los catalanes en una conferencia en la Sociedad de Amigos del País de Palencia el 18 de diciembre de 1907.

## Obras
- Apuntes para el estudio médico-topográfico de Villamuriel de Cerrato (Palencia) y del Valle del Carrión (1886) (premio de la Real Academia de Medicina de Barcelona)
- Los antiguos Campos Góticos: excursiones histórico-artísticas a la Tierra de Campos (1895)
- Discurso leído por Francisco Simón y Nieto... el 13 de noviembre de 1904 con motivo de la terminación de las obras ejecutadas en el templo románico de San Martín de Fromista (1895-1904) (1904)
- A los electores del Distrito del Hospital (1905)
- Voto particular formulado por Francisco Simón y Nieto en el dictamen de la comisión nombrada por el Ayuntamiento en sesión de 17 de enero de 1906, para el estudio de las condiciones que han de fijarse a Antonio Monedero, para el tendido de cables de fluido eléctrico en las calles de esta ciudad (1906)
- Una reparación histórica (1906)
- De Palencia á Numancia: impresiones de un viajero (1906)
- Una página del Reinado de Fernando IV: pleito seguido en Valladolid ante el Rey y su Corte, por los personeros de Palencia contra el Obispo Don Alvaro Carrillo (1912)
- Estudio sobre los enterramientos reales de Villalcázar de Sirga (Palencia): (memoria del infante d. Felipe, 5o. hijo de Fernando III el Santo) (1997). Póstumo